# 小行星14234
小行星14234（14234 Davidhoover）是一颗绕太阳运转的小行星，为主小行星带小行星。该小行星于1999年12月12日发现。

## 轨道参数
小行星14234的轨道半长轴为2.2637505 UA，离心率为0.182。